# Tyrjänsaari
Tyrjänsaari är en ö i Finland. Den ligger i sjön Koitere och i kommunen Ilomants i den ekonomiska regionen  Joensuu ekonomiska region  och landskapet Norra Karelen, i den sydöstra delen av landet, 400 km nordost om huvudstaden Helsingfors. Öns area är 3,8 kvadratkilometer och dess största längd är 2,9 kilometer i öst-västlig riktning.